# Nørvang Herred

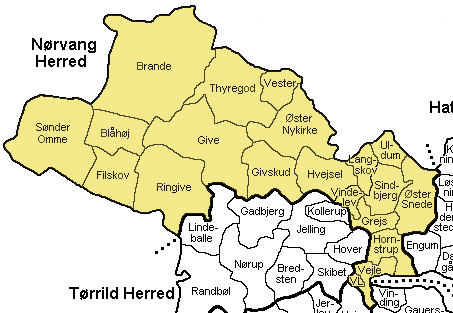
Nørvang Herred

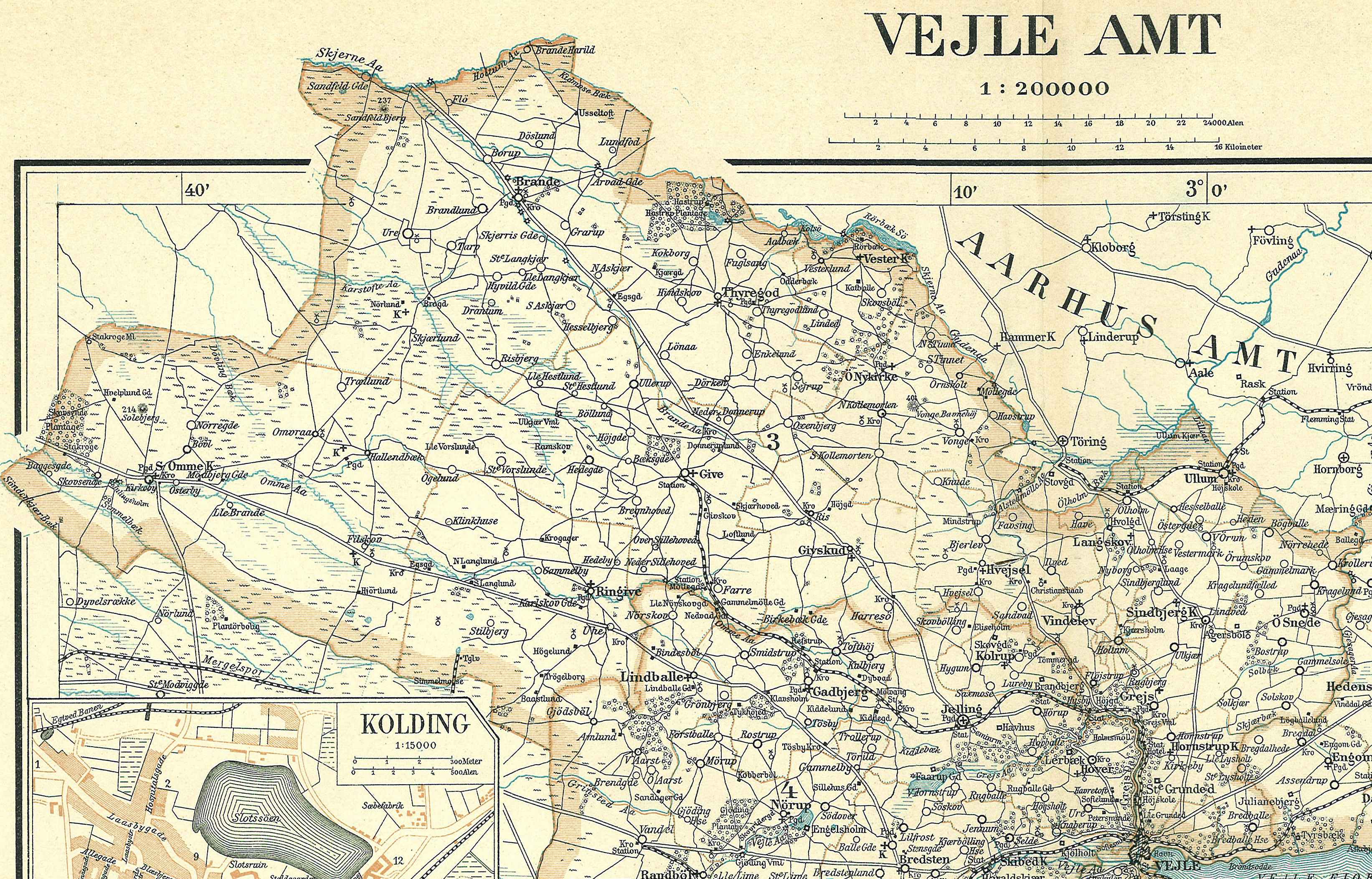
Nørvang Herred rond 1900

Nørvang Herred was een herred in het voormalige Vejle Amt. In Kong Valdemars Jordebog wordt de herred vermeld als Wangshæreth. Nørvang is de grootste herred in Vejle. Bij de bestuurlijke reorganisatie in Denemarken in 1970 werd het gebied deel van de nieuwe provincie Vejle.

## Parochies
Naast de stad Vejle omvatte de herred oorspronkelijk 18 parochies. De parochies binnen Vejle worden ook bij de herred vermeld.
- Blåhøj
- Brande
- Bredballe (niet op de kaart)
- Filskov
- Give
- Givskud
- Grejs
- Hornstrup
- Hvejsel
- Langskov
- Nørremarks (niet op de kaart)
- Ringive
- Sindbjerg
- Sønder Omme
- Thyregod
- Uldum
- Vester
- Vindelev
- Vonge (niet op de kaart)
- Øster Nykirke
- Øster Snede